# Bartolomeo Ruspoli
Bartolomeo Ruspoli (Roma, 25 ottobre 1697 – Vignanello, 21 maggio 1741) è stato un cardinale italiano.
Fu nominato cardinale della Chiesa cattolica da papa Clemente XII e fino alla nomina del cardinale Domenico Orsini d'Aragona, effettuata da Benedetto XIV, è stato il porporato italiano più giovane.

## Biografia

Moneta di Bartolomeo Ruspoli emessa nel 1721, anno in cui ricoprì l'incarico di Governatore del Conclave

Bartolomeo Ruspoli nacque a Roma nel 1697, figlio di Francesco Maria Marescotti Ruspoli, primo principe di Cerveteri, e di Isabella Cesi, dei duchi di Acquasparta. Pronipote di papa Innocenzo XIII, fu pronipote anche del cardinale Bernardo Maria Conti per parte di madre.
Entrato nella prelatura romana quale protonotario apostolico nel 1718, venne investito dell'Ordine di Malta come cavaliere. Nominato quale governatore del conclave che si tenne nel 1721, la sua solerzia in questo incarico fu tale che il nuovo papa eletto, Innocenzo XIII, lo nominò suo Secretario del Memoriale in quello stesso anno. Segretario della sacra congregazione della Propaganda Fide dal 1724, lasciò Roma insoddisfatto dell'andamento politico della città nel 1728, abbandonando di conseguenza i propri incarichi.
Il 26 giugno 1725 ricevette gli ordini minori e tornò a Roma il 2 ottobre 1730 in occasione del concistoro nel quale venne eletto cardinale diacono. Il 5 ottobre 1730 ricevette la berretta cardinalizia ed il 22 novembre di quello stesso anno la diaconia dei santi Cosma e Damiano con dispensa per non essere ancora stato ordinato sacerdote (che ottenne il 14 dicembre 1730).
Nominato cardinale protettore dell'Ordine dei frati minori cappuccini e dei monaci di Montelibano nel 1738, già dal 1731 era stato nominato gran priore del Sovrano Militare Ordine di Malta a Roma. Nel 1740 partecipò al conclave che elesse papa Benedetto XIV.
Il cardinale Ruspoli morì il 21 maggio 1741 alle 21:00 presso Palazzo Ruspoli a Vignanello dopo una lunga malattia che l'aveva costretto a ritirarsi in campagna. La sua salma venne temporaneamente sepolta nella collegiata di Vignanello ed il 12 luglio 1743, secondo la volontà da lui stesso espressa nel suo testamento, venne trasferito nella chiesa dei cappuccini dell'Immacolata Concezione a Roma, ove ancora oggi si trova e sono visibili le sue armi cardinalizie.

## Ascendenza
|                                                             |                                                       |                                           | Genitori                             |  |  | Nonni |  |  | Bisnonni                                         |  |  | Trisnonni                                       |  |
|                                                             |                                                       |                                           |                                      |  |  |       |  |  | Sforza Vicino Marescotti, IV conte di Vignanello |  |  | Marcantonio Marescotti, III conte di Vignanello |  |
|                                                             |                                                       |                                           |                                      |  |  |       |  |  | Sforza Vicino Marescotti, IV conte di Vignanello |  |  | Marcantonio Marescotti, III conte di Vignanello |  |
|                                                             |                                                       | Ottavia Orsini di Bomarzo                 |                                      |  |  |       |  |  | Sforza Vicino Marescotti, IV conte di Vignanello |  |  |                                                 |  |
| Alessandro Marescotti Capizucchi, V conte di Vignanello     |                                                       |                                           |                                      |  |  |       |  |  | Sforza Vicino Marescotti, IV conte di Vignanello |  |  |                                                 |  |
|                                                             |                                                       | Vittoria Ruspoli                          | Orazio Ruspoli                       |  |  |       |  |  |                                                  |  |  |                                                 |  |
|                                                             |                                                       | Vittoria Ruspoli                          | Orazio Ruspoli                       |  |  |       |  |  |                                                  |  |  |                                                 |  |
|                                                             |                                                       | Vittoria Ruspoli                          | Felice Cavalieri                     |  |  |       |  |  |                                                  |  |  |                                                 |  |
| Francesco Maria Marescotti Ruspoli, I principe di Cerveteri |                                                       | Vittoria Ruspoli                          |                                      |  |  |       |  |  |                                                  |  |  |                                                 |  |
|                                                             |                                                       | Andrea Corsini                            | Neri Corsini                         |  |  |       |  |  |                                                  |  |  |                                                 |  |
|                                                             |                                                       | Andrea Corsini                            | Neri Corsini                         |  |  |       |  |  |                                                  |  |  |                                                 |  |
|                                                             |                                                       | Andrea Corsini                            | Giulia Corsi                         |  |  |       |  |  |                                                  |  |  |                                                 |  |
| Anna Maria Corsini                                          |                                                       | Andrea Corsini                            |                                      |  |  |       |  |  |                                                  |  |  |                                                 |  |
|                                                             |                                                       | Agnoletta de' Medici                      | Ottaviano de' Medici                 |  |  |       |  |  |                                                  |  |  |                                                 |  |
|                                                             |                                                       | Agnoletta de' Medici                      | Ottaviano de' Medici                 |  |  |       |  |  |                                                  |  |  |                                                 |  |
|                                                             |                                                       | Agnoletta de' Medici                      | Selvaggia Guasconi                   |  |  |       |  |  |                                                  |  |  |                                                 |  |
| Bartolomeo Marescotti Ruspoli                               |                                                       | Agnoletta de' Medici                      |                                      |  |  |       |  |  |                                                  |  |  |                                                 |  |
|                                                             | Giovanni Cesi, III principe di San Polo e Sant'Angelo | Federico Cesi                             |                                      |  |  |       |  |  |                                                  |  |  |                                                 |  |
|                                                             | Giovanni Cesi, III principe di San Polo e Sant'Angelo | Federico Cesi                             |                                      |  |  |       |  |  |                                                  |  |  |                                                 |  |
|                                                             | Giovanni Cesi, III principe di San Polo e Sant'Angelo | Olimpia Cesi                              |                                      |  |  |       |  |  |                                                  |  |  |                                                 |  |
| Giuseppe Angelo Cesi, V duca d'Acquasparta                  | Giovanni Cesi, III principe di San Polo e Sant'Angelo |                                           |                                      |  |  |       |  |  |                                                  |  |  |                                                 |  |
|                                                             |                                                       | Giulia Veronica Ravignani Sforza Manzuoli | Francesco Maria Sforza Manzuoli      |  |  |       |  |  |                                                  |  |  |                                                 |  |
|                                                             |                                                       | Giulia Veronica Ravignani Sforza Manzuoli | Francesco Maria Sforza Manzuoli      |  |  |       |  |  |                                                  |  |  |                                                 |  |
|                                                             |                                                       | Giulia Veronica Ravignani Sforza Manzuoli | …                                    |  |  |       |  |  |                                                  |  |  |                                                 |  |
| Isabella Cesi                                               |                                                       | Giulia Veronica Ravignani Sforza Manzuoli |                                      |  |  |       |  |  |                                                  |  |  |                                                 |  |
|                                                             |                                                       | Carlo Conti, duca di Poli e Guadagnolo    | Lotario Conti, duca di Poli          |  |  |       |  |  |                                                  |  |  |                                                 |  |
|                                                             |                                                       | Carlo Conti, duca di Poli e Guadagnolo    | Lotario Conti, duca di Poli          |  |  |       |  |  |                                                  |  |  |                                                 |  |
|                                                             |                                                       | Carlo Conti, duca di Poli e Guadagnolo    | Giulia Orsini                        |  |  |       |  |  |                                                  |  |  |                                                 |  |
| Giacinta Conti                                              |                                                       | Carlo Conti, duca di Poli e Guadagnolo    |                                      |  |  |       |  |  |                                                  |  |  |                                                 |  |
|                                                             |                                                       | Isabella Muti di Rignano                  | Michelangelo Muti, I duca di Rignano |  |  |       |  |  |                                                  |  |  |                                                 |  |
|                                                             |                                                       | Isabella Muti di Rignano                  | Michelangelo Muti, I duca di Rignano |  |  |       |  |  |                                                  |  |  |                                                 |  |
|                                                             |                                                       | Isabella Muti di Rignano                  | Cecilia Massimo                      |  |  |       |  |  |                                                  |  |  |                                                 |  |
|                                                             |                                                       | Isabella Muti di Rignano                  |                                      |  |  |       |  |  |                                                  |  |  |                                                 |  |